# Örményország a 2006. évi téli olimpiai játékokon
Örményország az olaszországi Torinóban megrendezett 2006. évi téli olimpiai játékok egyik részt vevő nemzete volt. Az országot az olimpián 3 sportágban 5 sportoló képviselte, akik érmet nem szereztek.

## Alpesisí
Férfi
| Versenyző          | Versenyszám | 1. futam | 1. futam | 2. futam | 2. futam | Összesítés | Összesítés |
| Versenyző          | Versenyszám | Idő      | Hely.    | Idő      | Hely.    | Idő        | Helyezés   |
| ------------------ | ----------- | -------- | -------- | -------- | -------- | ---------- | ---------- |
| Abraham Szarkahjan | Műlesiklás  | 1:10,69  | 60.      | 1:05,52  | 44.      | 2:16,21    | 45.        |

## Műkorcsolya
| Versenyző                               | Versenyszám | Kötelező tánc | Kötelező tánc | Eredeti (original) tánc | Eredeti (original) tánc | Kűr   | Kűr   | Összesítés | Összesítés |
| Versenyző                               | Versenyszám | Pont          | Hely.         | Pont                    | Hely.                   | Pont  | Hely. | Pont       | Helyezés   |
| --------------------------------------- | ----------- | ------------- | ------------- | ----------------------- | ----------------------- | ----- | ----- | ---------- | ---------- |
| Anasztaszija Grebjonkina Vazgen Azrojan | Jégtánc     | 24,28         | 22.           | 43,83                   | 20.                     | 69,88 | 21.   | 137,99     | 20.        |

## Sífutás
Férfi
| Versenyző                               | Versenyszám  | Selejtező     | Selejtező     | Negyeddöntő | Negyeddöntő | Elődöntő | Elődöntő | B döntő | B döntő | Döntő   | Döntő    |
| Versenyző                               | Versenyszám  | Idő           | Hely.         | Idő         | Hely.       | Idő      | Hely.    | Idő     | Hely.   | Idő     | Helyezés |
| --------------------------------------- | ------------ | ------------- | ------------- | ----------- | ----------- | -------- | -------- | ------- | ------- | ------- | -------- |
| Edmond Hacsatrjan                       | Sprint       | 2:49,98       | 80.           | kiesett     | kiesett     | kiesett  | kiesett  | kiesett | kiesett | kiesett | 80.      |
| Edmond Hacsatrjan                       | 15 km        |               |               |             |             |          |          |         |         | 47:37,8 | 82.      |
| Hovhannesz Szargszjan                   | Sprint       | 2:47,68       | 79.           | kiesett     | kiesett     | kiesett  | kiesett  | kiesett | kiesett | kiesett | 79.      |
| Hovhannesz Szargszjan                   | 15 km        |               |               |             |             |          |          |         |         | 50:45,7 | 88.      |
| Hovhannesz Szargszjan Edmond Hacsatrjan | Csapatsprint | nem ért célba | nem ért célba |             |             |          |          |         |         | kiesett | 23.      |